# Vryóni
Vryóni, en grec moderne : Βρυώνη, est un quartier du Pirée en Grèce. Il est délimité géographiquement autour du début de l'avenue des héros de Polytechnique entre Terpsithéa et Ydréika. Il est adjacent à ces quartiers et celui de Freattýda.

## Caractéristiques
Le point de référence du quartier était les deux demeures de la famille Bryonis, qui étaient situées sur l'avenue Socrate (plus tard Basile Constantin et maintenant des héros de Polytechnique) à la jonction avec la rue du Canthare. La riche famille de marchands Bryonis s'est installée au Pirée à la fin du 19e siècle et a construit ces deux palais, dont l'un comportait une horloge de toit à 4 faces très distinctive à partir de laquelle les marins pouvaient lire de loin l'heure dans toutes les directions. Comme une grande partie du patrimoine architectural athénien et piréote, les deux bâtiments ont été démolis dans les années 1970 et à leur place se trouvent des immeubles d'appartements en béton.

## Sources
- A la recherche du passé du Pirée", Iakovou G. Vayakis, "Collections", Athènes 2005
- Grand album du Pirée, Christou Patragas, Mytileneos Publications, Pirée, 2004